# Gloslunde Præstegård
Gloslunde Præstegård er en firlænget, stråtækt præstegård opført i bindingsværk, som er opført ved siden af Gloslunde Kirke på Lolland, Danmark. Bygningen blev fredet i 1950.

## Historie
Gloslunde Præstegård er opført i 1600-tallet. Bygningskomplekse har siden undergået adskillige ændringer og renoveringer, hvor der bl.a. er brugt gammelt tømme og mursten fra andre bygninger. Dette skete særligt under Thorgeir Guðmundssons tid som præst fra 1839. I 1849 blev Guðmundsson overflyttet og Nysted og Herridslev.

## Arkitektur
Gloslunde Præstegård består af fire hvidkalkede bindingsværkslænger, der omkranser en gårdsplads i midten. Nordgavlen af beboelsesbygningen og østgavlen på den tidligere stand er blevet geneopført med mursten. Den øvre del af nogle af gavlen er blevet bygget med synlig bindingsværk og beklædt med vandrette planker. Der er adgang tli gårdspladsen via en port i nordfløjen. Det halvvalmede stråtækte tage er karakteristiske for Lolland. .